# Taràntula gegant
La taràntula gegant, taràntula Goliat o taràntula ocellera (Theraphosa blondi) és una espècie d'aranya migalomorfa de la família Theraphosidae.

## Descripció
Es considera l'aranya més gran, ja que pot arribar als 28 o 30 cm entre els extrems de les seves potes esteses i pesar més de 100 grams, sent el pes màxim registrat de 155 grams corresponents a una femella en captivitat. Com altres membres de la seva família i de famílies properes, tenen el cos pelut, i aquests pèls, que són irritants, actuen com a defensa.

## Distribució i hàbitat
Es distribueixen per les selves equatorials del nord d'Amèrica del Sud, trobant-se en Brasil, Guyana i Veneçuela, on excaven túnels en llocs pantanosos.

## Comportament
Les femelles triguen uns tres anys a madurar i poden viure fins a catorze. Són agressives i emeten un soroll sibilant (estridulació) quan s'aproxima un enemic potencial.
Quan se sent atacada, es frega el cos amb les potes del darrere i dispara uns pelets diminuts amb punxes cap a l'enemic. Aquests pèls són irritants per a la pell i les membranes mucoses.
Construeix caus o reutilitza els abandonats per rosegadors. El seu territori de caça es limita a uns pocs metres al voltant del seu cau.
La seva alimentació es compon principalment d'invertebrats i ocasionalment de rosegadors, serps i llangardaixos.
És d'hàbits solitaris i només es relaciona durant l'aparellament. Aquestes taràntules ponen uns 50 ous en un capoll a l'interior del cau, els quals es desclouen després de sis setmanes.
El seu verí no és ni de bon tros mortal, com es creu popularment, els seus quelícers produeixen una profunda ferida i el dolor pot durar unes 48 hores com a molt, així com nàusees i sudoració. Una altra forma de defensa consisteix a llançar uns pèls urticants (irritants) que tenen en el seu  abdomen, que a l'home no li causen major problema, excepte si es produeix contacte amb els ulls o la boca.

## Relació amb l'home
Alguns pobles caçadors, com els yanomami, les utilitzen com a aliment, igual que d'altres grans aranyes migalomorfes.